# Eotetranychus paraedi
Eotetranychus paraedi är en spindeldjursart som beskrevs av Meyer 1974. Eotetranychus paraedi ingår i släktet Eotetranychus och familjen Tetranychidae. Inga underarter finns listade i Catalogue of Life.